# Deep Forest
Deep Forest (англ. глибокий ліс) — французька музична група, яка від початку складалася з двох французьких музикантів Мішеля Санчеса та Еріка Муке. Вони творять у стилі етнічної музики (точніше: world music), який іноді називають етнічною електронікою, змішуючи народні й електронні звуки з танцювальними ритмами або чілаутом. Їхнє звучання описується як «етно-інтроспективна ембієнтна етнічна музика». Вони були номіновані на премію «Греммі» в 1994 році за найкращий альбом етнічної музики, а в 1995 році здобули цю нагороду за альбом Boheme. Група також стала переможцем World Music Awards як французька група з найвищими світовими продажами в 1995 році. Їхні альбоми розійшлися тиражом понад 10 мільйонів копій. Санчес почав власну кар'єру співака в 2005 році, а Муке продовжив працювати під оригінальним брендом гурту.

## Історія
Мішель Санчес придумав змішати розмовну мову африканських пігмеїв бака з сучасною музикою, почувши на записі розмови цих племен. Разом з Еріком Муке вони створили проєкт Deep Forest. Їхній перший однойменний альбом (номінований на «Греммі») вийшов у 1992 році, а «Sweet Lullaby» став грандіозним синглом, який помістив Deep Forest на музичну мапу світу (UK Top 10 hit). «Sweet Lullaby» адаптована з традиційної пісні Соломонових островів. У цій композиції як вокальний семпл була використана колискова під назвою «Rorogwela», яку співає жінка з північної Малаїти на ім'я Afunakwa. На фоні «Sweet Lullaby» також використовується водяний барабан Baka. Альбом Deep Forest став танцювальним, із сильно оцифрованими та відредагованими семплами. Він був перевиданий обмеженим тиражом у 1994 році під назвою World Mix.

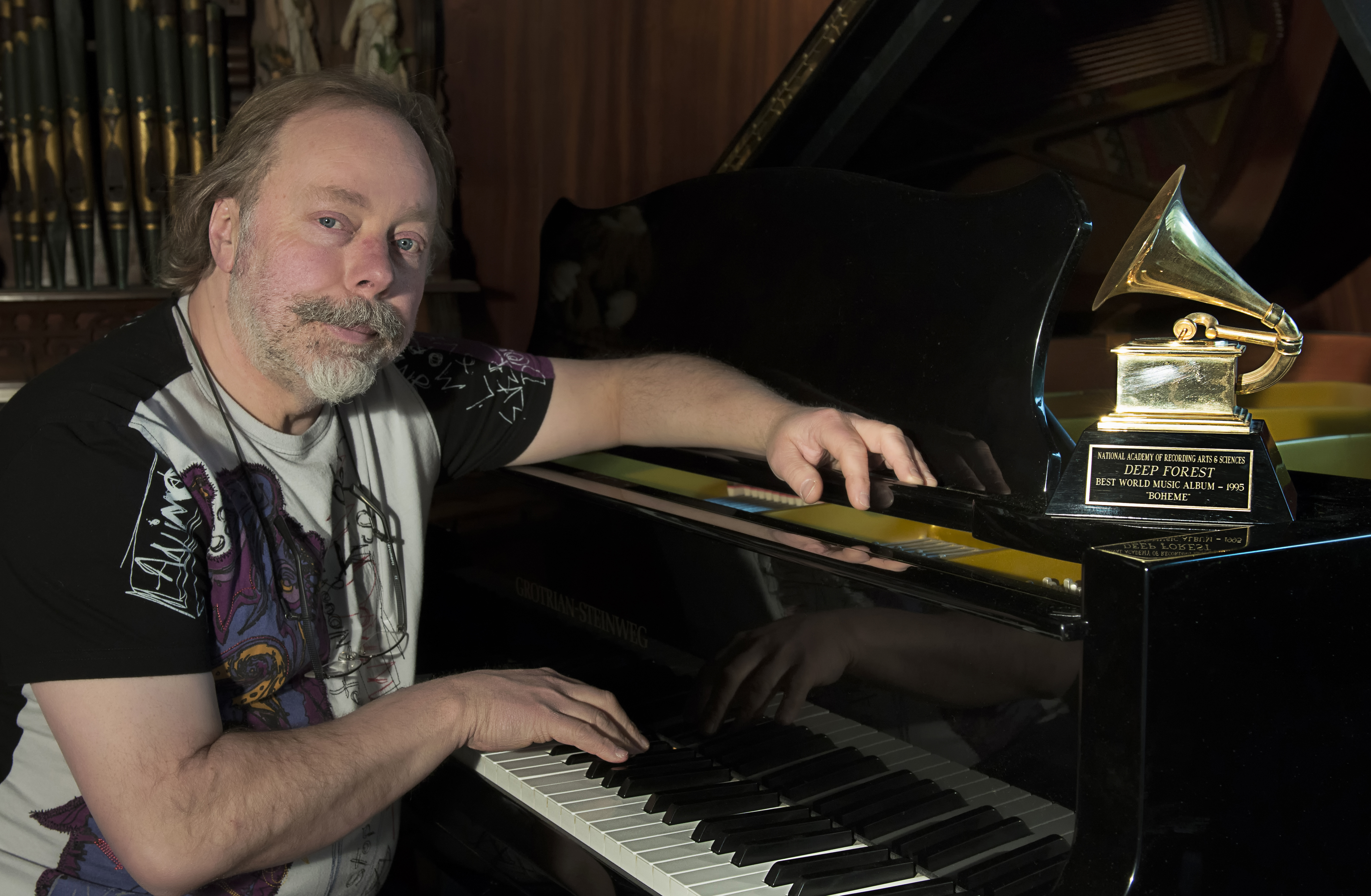
Мішель Санчес

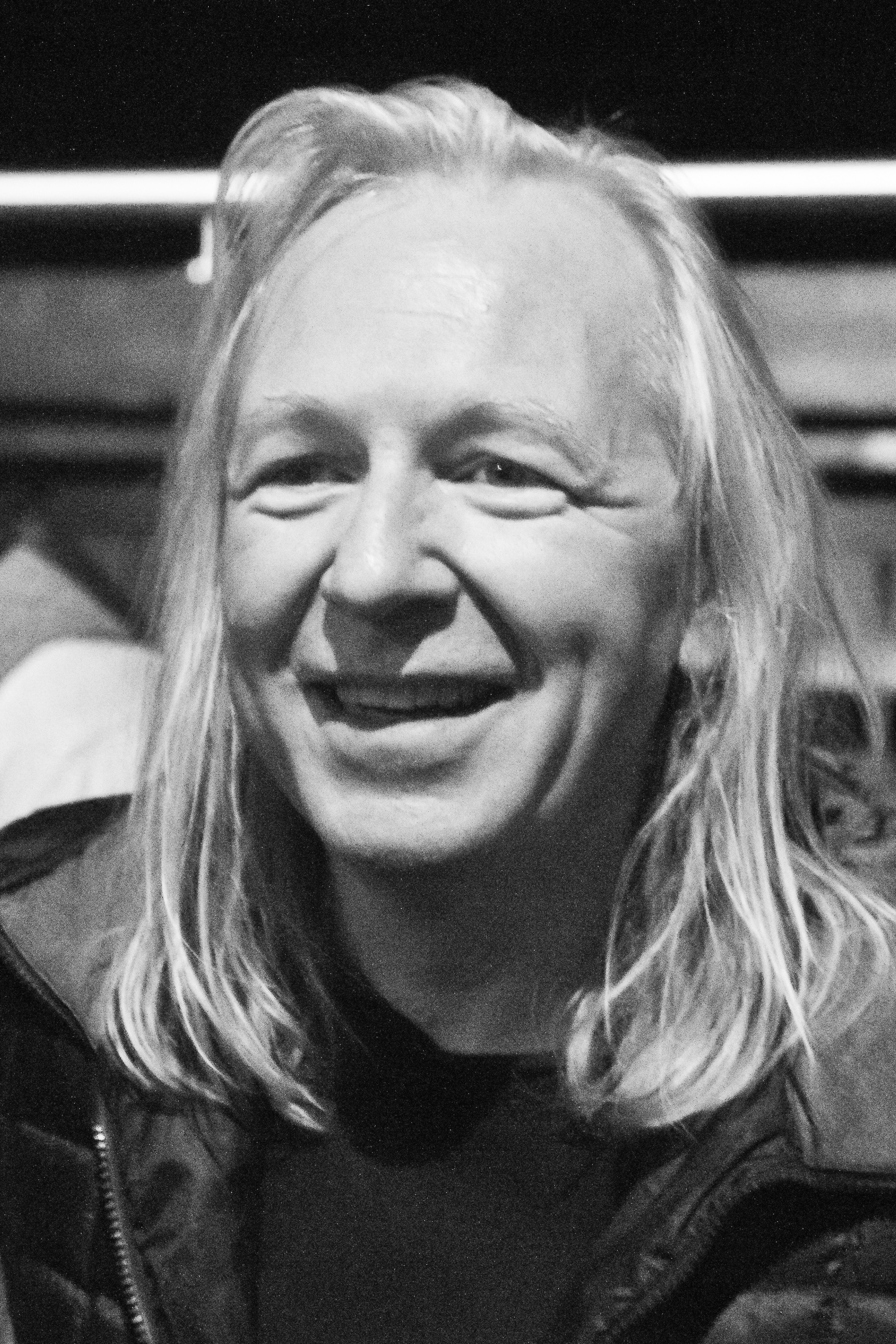
Ерік Муке

У своєму другому альбомі Boheme Ерік і Мішель облишили звуки лісу та вирушили до Східної Європи, привносячи ніжні, самотні угорські та ромські наспіви до бадьорої та сумної музики. Через цю переміну продюсер і звукорежисер першого альбому Ден Лексман (Telex) вирішив піти власним шляхом і продовжив працювати над іншими проєктами, такими як Pangea. Наспіви вже не були короткими, натомість були взяті розширені фрази з угорської та російської мов. У цьому альбомі брали участь угорська співачка Марта Шебештьєн і Катя Петрова. Дует також виконав і зпродюсував ремікси для синглу Youssou N'Dour «Undecided» 1994 року з запрошеним вокалом Нене Черрі (яка була представлена в проривному синглі n'Dour «Seven Seconds»). Того ж року Deep Forest зробили ремікси на «Deseo» Джона Андерсона, «Liquid Cool» Apollo 440 і «My Fatigue is Endless» Сезарії Евори.
Наступний третій альбом Comparsa містив іспанські співи та звуки. Його музика здебільшого весела та святкова. Остання пісня з альбому Media Luna, що також вийшла як сингл, містить сирійсько-іспанський дует Абеда Азреї та Ани Торроха. Під час запису альбому дует співпрацював із Джо Завінулом над піснею Deep Weather. Крім того, в цьому альбомі брав участь мексиканський музикант Хорхе Рейес з перкусією, вокалом і флейтою.
Запис їхнього живого концерту в Японії також вийшов на компакт-диску під назвою Made in Japan. Хоча всі пісні, представлені в шоу, взяті з попередніх трьох альбомів, вони мають нові, часто довші аранжування, а всі співи виконані та переосмислені виконавцями наживо.
У 1999 році Deep Forest працювали з Шебом Мамі і Кетрін Ларою над піснею «L'Enfant Fleur», яка була написана для Sol En Si (французька благодійна організація, яка допомагає сім'ям з ВІЛ).
У 2000 році Deep Forest випустили свій четвертий альбом під назвою Pacifique. Він поєднує тихоокеанські та острівні ритми з електронною музикою. Альбом Pacifique — це повернення до більш ембієнтного та меланхолійного звучання з темами фортепіано, що перекривають примхливі синтезаторні текстури, співи тихоокеанських островів, скрипучі синтезатори та електронний барабанний гуркіт.
Music Detected — це назва їхнього п'ятого довгоочікуваного офіційного альбому, завдяки якому дует отримав натхнення, звернувши увагу на Далекий Схід. Вихід платівки також супроводжувався зміною музичного стилю Deep Forest від танцювального до більш рокового. Вони співпрацювали з індонезійською поп-музиканткою Анггун над двомовною піснею Deep Blue Sea, яка стала головним синглом платівки.
У 2003 році Deep Forest випустили збірний альбом Essence of the Forest з деякими ремастеризованими треками. Наступного року дует співпрацював з Джошем Ґробаном, який написав і зпродюсував дві пісні для альбому Closer. У 2006 році вони також співробітничали при створенні альбому Awake. У 2008 році Deep Forest випустили альбом Deep Brasil у співпраці з бразильським художником Флавіо Делл Ізола. Протягом 2009—2010 років група виступала на сцені в новій конфігурації колективу в різних країнах і на різних континентах (Китай, Африка, США, Японія, Франція…) У 2014 році вийшов альбом Deep Africa.
У 2013 році лейблом Sony Music India вийшов спільний альбом Deep Forest і Рахула Шарми Deep India.
У 2017 році гурт співпрацював з українським фолк-проєктом ONUKA над піснею «Vsesvit». Трек увійшов до другого студійного альбому ONUKA «MOZAЇKA».

## Музика до фільмів
У 1994 році Deep Forest з'явилися в саундтреку до фільму «Prêt-à-Porter» Роберта Альтмана з піснею «Martha».
Згодом їх запросили створити повний оригінальний саундтрек для кінокартини 1995 року «Дивні дні», і їхня згадка з'явилася в анонсі фільму. Зрештою партитуру написав Ґрем Ревелл. Deep Forest також об'єдналися з Пітером Ґебріелом задля створення оригінальної пісні «While the Earth Sleeps» для титрів того ж фільму. Крім того, в ньому прозвучали два треки з альбому Boheme — «Anasthasia» та «Bohemian Ballet». Два нових треки Deep Forest, «Coral Lounge» і «While the Earth Sleeps» (відредагована версія), увійшли до альбому саундтреків «Дивних днів». Повний саундтрек вийшов як CD-сингл в Австрії та Японії.
Інша пісня Deep Forest, «Night Bird», використана у фільмі «Острів доктора Моро» 1996 року.
У грудні 2000 Deep Forest створили саундтрек до французького фільму «Le Prince du Pacifique», на підтримку якого вийшов альбом Pacifique.
2004 року дует написав саундтрек до японського фільму «Kusa No Ran». Ремікс «Sweet Lullaby» також був використаний для вірусного хіта Метта Гардінга «Where Hell is Matt?»

## Сайд-проєкти
І Санчес, і Муке працювали над різноманітними сайд-проєктами та сольними альбомами. Санчес випустив два сольні альбоми та продюсував успішний дебютний альбом Wes'а; тим часом Муке створив групу Dao Dezi, співпрацював з Кетрін Ларою та аранжував Thorgal, складав і продюсував пісні для Ana Torroja (Mecano), Jean Sebastien Lavoie, Джоша Гробана.

## Виступи наживо
Deep Forest провели свій перший концерт наживо у 1996 році на саміті G7 у Ліоні, Франція. Звідти вони продовжили світове турне Deep Forest '96. Під час туру 1996 року Deep Forest дали низку концертів у Франції, Угорщині, Греції, Австралії, Японії, Польщі та США. Після завершення альбому Comparsa група вирушила у світове турне 1998 року. Відтоді було багато живих виступів, у тому числі Image Concerts, які відбулися в Японії. Ті концерти включали низку відомих японських виконавців, а також Deep Forest.

## Благодійність
Відсоток доходів від продажу дебютного альбому Deep Forest пішов у фонд Pygmy Fund, створений для допомоги пігмеям ефе (Демократична Республіка Конго) в переході від кочового до аграрного способу життя, а також для надання належної медичної допомоги. Однак, музика людей ефе не була включена до запису, і тому музиканти, що працювали для платівки, не отримали винагороди. Частина доходів від Boheme йде до Фонду Дьєрдя Мартіна, який допомагає захищати ромську культуру Угорщини. Починаючи з Comparsa, Deep Forest також активно підтримує мадагаскарську асоціацію Sana. Її мета — «сприяти захисту навколишнього середовища, збирати інструменти та дорогоцінні записи, щоб дозволити малагасійцям зберегти свою культуру, природу та традиційну музику».

## Скандали
Пісня «Freedom Cry» з альбому Boheme викликала скандал, коли з'ясувалося, що співак Кароль Ростас («Huttyán») ніколи не отримував жодної грошової винагороди за цю пісню, так само як його родина після смерті Кароля в 1986 році. Його спів, зафіксований Клодом Флагелем, був семплований Deep Forest. Флагель нібито заплатив Huttyán 1500 форинтів за запис. Цей випадок пізніше було задокументовано у фільмі, який вийшов 1996 року. Пізніше циганським родичам співака певною мірою вдалося отримати гроші від Deep Forest.
Знакова пісня Deep Forest «Sweet Lullaby» зосереджена навколо неозначеного запису колискової мовою баегу (Малаїта, Соломонові Острови) «Rorogwela». Її співає жінка на ім'я Afunakwa, а записав етномузиколог Гуго Земп. Запис використовувався без дозволу Afunakwa, Земпа, лейбла UNESCO discs або дистриб'ютора Auvidis, хоча раніше Земп неохоче дав усний дозвіл на використання непов'язаного запису. Відтоді проєкт Deep Forest став знаменитим («cause celèbre») як приклад карикатурного примітивізму та культурного привласнення.

## Вплив
На Муке вплинули його інтереси до музики хаус і техно.

## Нагороди

### Номінації у Франції та США
- 1993: MTV Awards Best Video — «Sweet Lullaby» (найкраще відео)
- 1993: Victoires de la Musique[en] Best Album — World Music (найкращий альбом)
- 1993: Victoires de la Musique Best Group of the Year (найкраща група року)
- 1995: World Music Awards — французька група з найвищими світовими продажами протягом року
- 1995: Grammy Awards — World Music (найкращий альбом)
- 1996: Victoires de la Musique Best Group of the Year (найкраща група року)
- 1996: Victoires de la Musique Best Album — World Music (найкращий альбом)

## Дискографія
| Студійні альбоми - 1992: Deep Forest) • продано 3 млн копій - 1995: Boheme • 4 млн копій - 1998: Comparsa • 1 млн копій - 2002: Music Detected • 500 тис. копій - 2008: Deep Brasil - 2013: Deep India (з Rahul Sharma) - 2013: Deep Africa - 2015: Evo Devo - 2018: Epic Circuits (з Gaudi) - 2020: Deep Symphonic Записи наживо - 1999: Made in Japan • 150 тис. копій Саундтреки - 2000: Pacifique - 2004: Kusa no Ran • видано тільки в Японії Збірки - 2003: Essence of Deep Forest • видано тільки в Японії - 2004: Essence of the Forest • три різних видання - 1992 – «Deep Forest» (UK #20) - 1992 – «Sweet Lullaby» (UK #10, U.S. #78 — більше 1 млн копій) - 1992 – «White Whisper» - 1993 – «Forest Hymn» - 1994 – «Savana Dance» (UK #28) - 1994 – «Undecided» (колаборація з Youssou N'dour) - 1995 – «Boheme» - 1995 – «Marta's Song» (UK #26 (колаборація з Márta Sebestyén)) - 1996 – «While the Earth Sleeps» (колаборація з Peter Gabriel) - 1996 – «Bohemian Ballet» (промо) - 1997 – «Freedom Cry» - 1997 – «Madazulu» - 1998 – «Media Luna» - 1998 – «Noonday Sun» - 1999 – «Hunting» (наживо) - 1999 – «Sweet Lullaby» (наживо) - 2000 – «Pacifique» - 2002 – «Deep Blue Sea» (INA #2 (колаборація з Anggun)) - 2002 – «Endangered Species» - 2002 – «Will You Be Ready» (промо) | Альбоми Мішеля Санчеса - 1994: Windows - 2000: Hiéroglyphes - 2008: The Day Of A Paper Bird - 2008: The Touch - 2014: Eliott - 2015: The Man And The Machine - 2016: Ça Sent L'Jazz (EP) - 2016: Windows II Альбоми Еріка Муке - 2008: Deep Brasil • як Deep Projects - 2013: Deep India • як Deep Forest & Rahul Sharma - 2013: Deep Africa • як Deep Forest Eric Mouquet Колаборації - 1999: Aral з Catherine Lara - 2003: Closer з Josh Groban - 2006: Awake з Josh Groban - 2012: Files under Zawinhul з Joe Zawinul - 2018: Epic Circuits з Gaudi |

## Інше
- За словами Муке, назва «Deep Forest» походить від поєднання Deep Purple і rain forest (дощовий ліс)[21].